# Volfířov
Obec Volfířov (německy Wolfers) se nachází v okrese Jindřichův Hradec v Jihočeském kraji. Leží 5,5 km severozápadně od Dačic, nejbližší železniční stanice je v Dačicích. Žije zde cca 300 obyvatel. Součástí obce je osada Nový Dvůr a v roce 1976 byly v rámci integrace obcí pod Volfířov spojeny obce Brandlín, Radlice, Řečice, Šach a Velká Lhota. Celkový počet obyvatel s těmito obcemi činí 728.

## Části obce
Obec Volfířov se skládá z osmi částí na šesti katastrálních územích.
- Volfířov (i název k. ú.)
- Brandlín (i název k. ú.)
- Lipová (leží v k. ú. Řečice)
- Poldovka (leží v k. ú. Velká Lhota u Dačic)
- Radlice (k. ú. Radlice u Volfířova)
- Řečice (i název k. ú.)
- Šach (i název k. ú.)
- Velká Lhota (k. ú. Velká Lhota u Dačic)

## Název
V nejstarších dokladech je jméno vesnice uváděno v české podobě Volféřov, původní je nicméně německé Wolfers - "Wolferovo", jehož základem bylo osobní jméno Wolfer (domácká podoba jmen Wolfger, Wolfhart, Wolfgang apod.). V místní mluvě se používá podoba Volferov.

## Historie

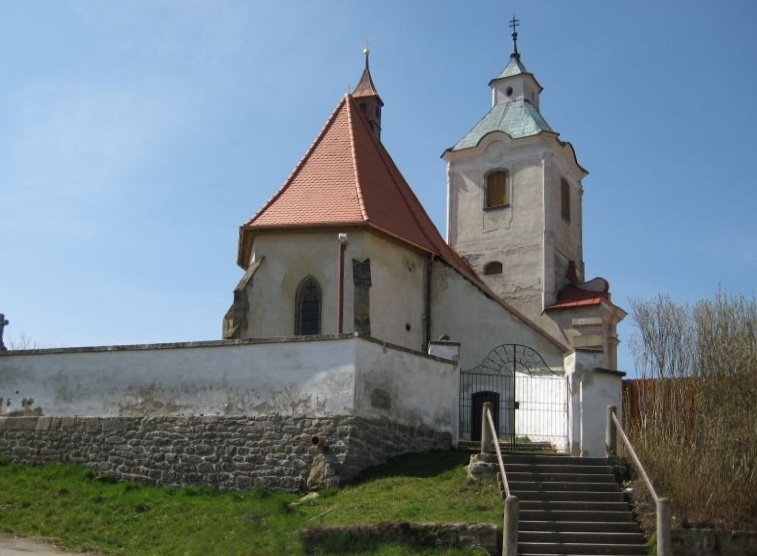
Kostel sv. Petra a Pavla ve Volfířově

### Nejstarší vývoj
První zmínky o vsi jsou v historických pramenech z roku 1349, kdy se podle ní psali bratři Bohuněk a Mikuláš z Volfířova. Roku 1366 zapsal Heřman z Hradce ves Volfířov Bohuňkovi z Volfířova. Volfířov býval samostatným zemanským statkem. V roce 1420 byla ves zapsána Oldřichovi z Hradce, který ji připojil k bílkovskému zboží. Roku 1459 se Volfířov dostal prodejem bílkovského statku do majetku Krajířů z Krajku a v roce 1610 při prodeji dačického panství Kateřinou z Krajku Vilému Dubskému z Třebomyslic je uváděn již u dačického zboží. Součástí dačického panství byl Volfířov až do roku 1849.
Podle lánového rejstříku před třicetiletou válkou bylo ve Volfířově 45 usedlostí, z toho zůstalo za války osazeno 40 a 5 zpustlo. Podle tereziánského katastru moravského bylo ve vsi 15 sedláků, 7 čtvrtláníků, 14 čtvrtláníků a 6 chalupníků. Podle vceňovacího operátu žilo roku 1843 ve Volfířově 342 obyvatel, z toho 180 mužů a 162 žen v 70 domech a 114 domácnostech. Z nich se živilo 32 zemědělstvím, 7 živnostmi a 3 obojím, vedle 72 nádeníků. Desátky byly odváděny panství Dačice a faře ve Volfířově. Na týdenní sobotní trhy se z Volfířova jezdilo do Dačic. Z uvedených živností zde byli 2 mlynáři, 2 krejčí, 2 ševci a 1 kovář.

### Správní začlenění obce od roku 1850
V letech 1850 až 1855 byla vesnice podřízena politické pravomoci Podkrajského úřadu v Dačicích a v rámci soudní správy dačickému okresnímu soudu. V roce 1855 byly zřízeny smíšené okresní úřady s politickou a soudní pravomocí, a proto byla v letech 1855 až 1868 vesnice podřízena Okresnímu úřadu v Dačicích. V roce 1868, když byly veřejná správa a soudnictví opět odděleny, vrátila se vesnice pod politickou pravomoc Okresního hejtmanství v Dačicích. Po vzniku Československé republiky patřila od roku 1919 pod nově vzniklou okresní správu politickou. Od roku 1928, po vzniku Okresního úřadu v Dačicích, náležela pod jeho správu až do roku 1945. Po osvobození Rudou armádou v květnu roku 1945 náležela vesnice pod Okresní národní výbor v Dačicích a v jeho rámci od roku 1948 pod nově vzniklý Jihlavský kraj.
V polovině roku 1960 došlo k rozsáhlé územní reorganizaci a po ní byla vesnice spolu s celým moravským Dačickem začleněna pod správní okres Jindřichův Hradec a Jihočeský kraj. Toto začlenění trvalo až do zrušení Okresního úřadu v Jindřichově Hradci koncem roku 2002. V roce 1976 byly v rámci integrace obcí pod Volfířov spojeny obce Brandlín, Radlice, Řečice, Šach a Velká Lhota. Od roku 2003 spadá jako samostatná obec pod pověřený Městský úřad v Dačicích v samosprávném Jihočeském kraji.

### Statistika počtu domů a obyvatel
V roce 1850 měla 448 obyvatel a katastr obce měl v roce 1900 výměru 719 ha. V roce 1880 měla obec 81 domů a 435 obyvatel, roku 1900 83 domů a 456 obyvatel, roku 1921 84 domů a 446 obyvatel, v roce 1930 83 domů a 390 obyvatel, v roce 1947 85 domů a 290 obyvatel, roku 1950 78 domů a 278 obyvatel, roku 1970 59 domů a 202 obyvatel a v roce 1982 56 domů a 163 obyvatel.

### Vývoj obce do současnosti
Ve 2. polovině 19. a v 1. polovině 20. století se většina obyvatelstva obce živila zemědělstvím. V roce 1900 byla výměra hospodářské půdy obce 690 ha. K roku 1911 se uvádí živnosti: 1 hostinský,1 kolář, 1 kovář, 2 mlynáři, 2 obchodníci se smíš. zbožím, 1 obuvník, 1 stolař. K roku 1924: 1 cihlář a výrobce cement, zboží, 2 hostinští, 1 kolář, 2 kováři, 1 krejčí, 2 mlynáři, 1 obchodník, 3 stolaři, 1 trafikant, 1 výrobce ovocných a houbových konzerv, 40 hosp. rolníků. Dříve Horní mlýn u rybníka Strachova, Dolní u rybníka Plokše. Obec byla elektrifikována připojením na síť ZME Brno roku 1939.
JZD bylo ve Volfířově založeno již v roce 1949, v roce 1970 bylo sloučeno s JZD Radlice, Řečice, Šach a Velká Lhota do JZD Volfířov, roku 1975 po sloučení s JZD Brandlín vzniklo JZD Horácko Volfířov, hospodařící na 1840 ha zemědělské půdy. Po roce 1989 se JZD transformovalo v ZD Volfířov, a. s. V roce 2000 družstvo zaniklo a vznikla akciová společnost Volfířov, zemědělské služby. Nyní je převládajícím zaměstnáním zemědělství, v obci je také truhlářství a zámečnictví. Po roce 1945 postaveno: kulturní dům, prodejna Jednoty, pohostinství, budova obecního úřadu, vybudován vodovod a kanalizace. Pošta je Dačicích, římskokatolická farnost v místě, spravována z Kostelního Vydří.

## Přírodní poměry
Obec leží v údolí Volfířovského potoka, nad soutokem s Řečickým potokem, ve výběžku západní části Dačické sníženiny. V převládajícím rulovém podloží pahorkatiny se nápadněji projevují pruhy migmatitů, které tvoří vyvýšeniny, jako např. Novodvorský vrch (554 m). Osada Nový Dvůr leží západně od Volfířova, v pahorkatinné a rybniční krajině západní části Dačické sníženiny. Podle dvora byl pojmenován blízký rybník i nad ním se zvedající Novodvorský vrch.
Severozápadně od vesnice leží přírodní památka Olšina u Volfířova.

## Škola
Zdejší škola byla zřízena patrně při obnově zdejší farnosti po roce 1712. V roce 1788 byly upraveny její poměry a příjmy učitele. V roce 1894 byla postavena nová budova Na skalici. Přiškoleny sem byly Dolní Němčice, které byly vyškoleny roku 1870. Škola byla pro malý počet žáků zrušena v roce 1979 a žáci začali dojíždět do škol ve Velké Lhotě a v Dačicích.

## Pamětihodnosti
- Kostel svatého Petra a Pavla, původně raně gotický kolem roku 1300, přestavěn kolem roku 1500.

## Osobnosti
- Bohumír Kozák (1885–1987), architekt, kreslíř
- Gustav Skalský (1891–1956), historik, numismatik
- Zdeněk Tvrz (1902–1942), důstojník československé armády popravený nacisty

## Galerie

Volfířov
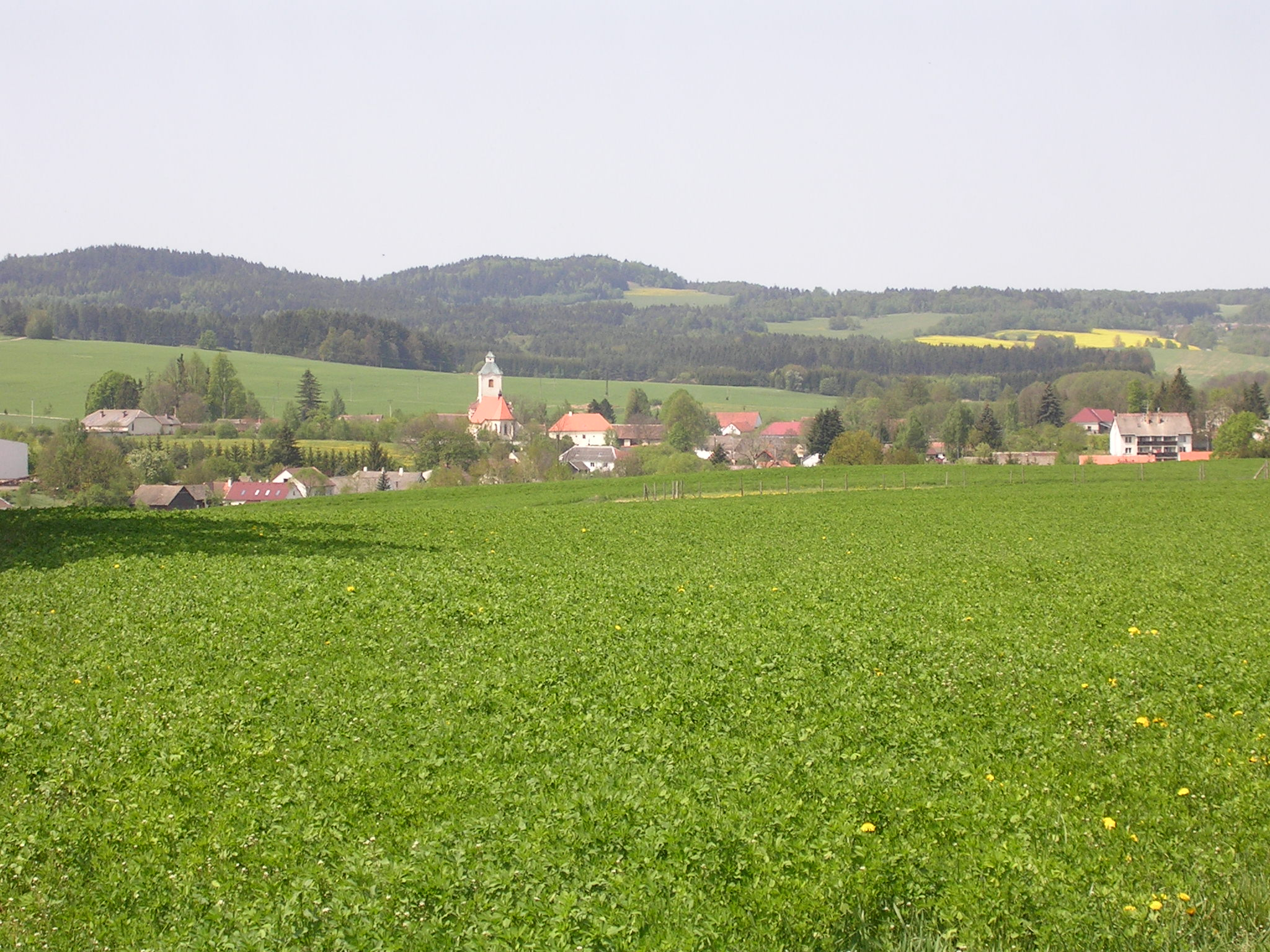
Obec z dálky
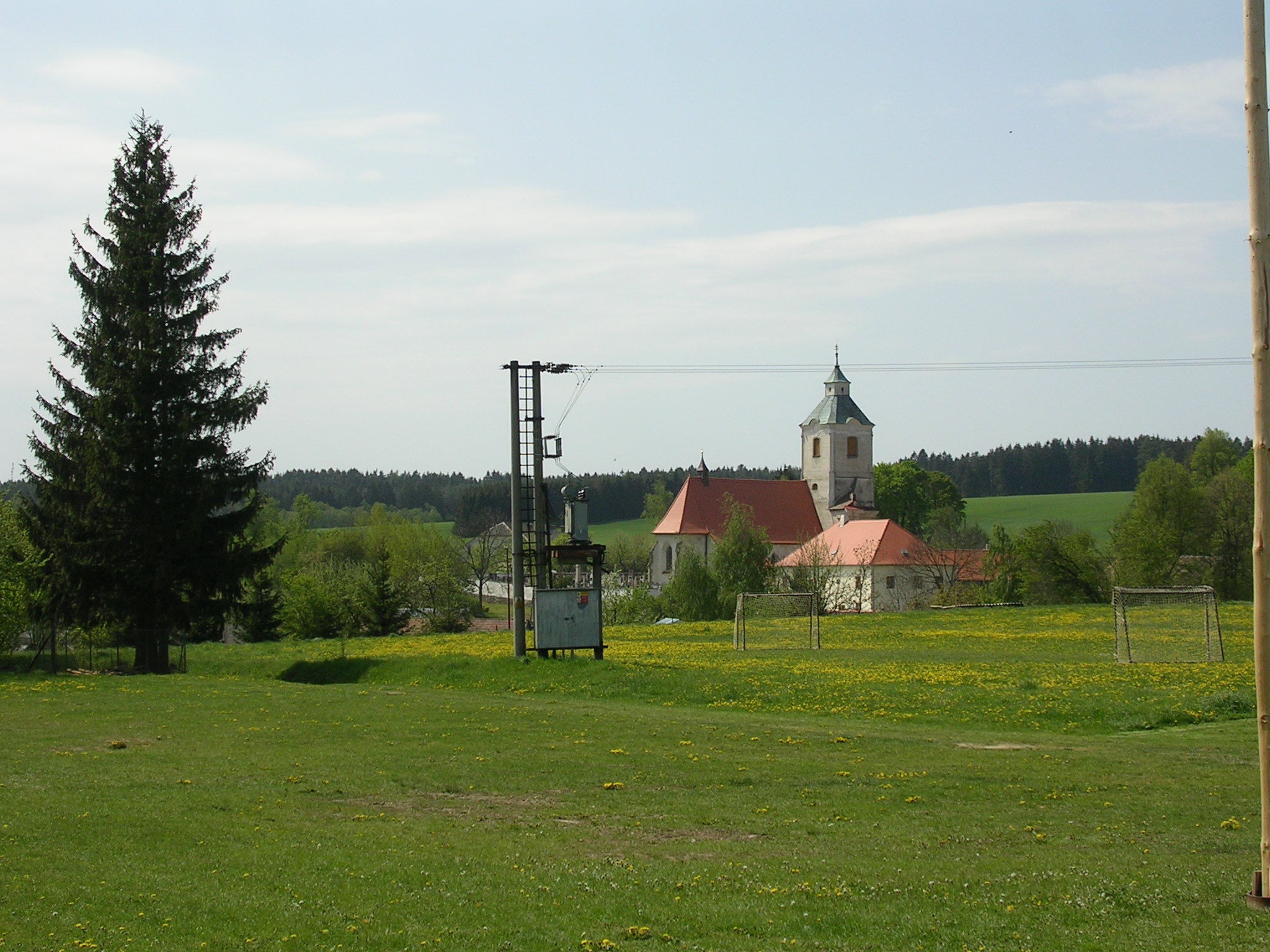
Hřiště a kostel
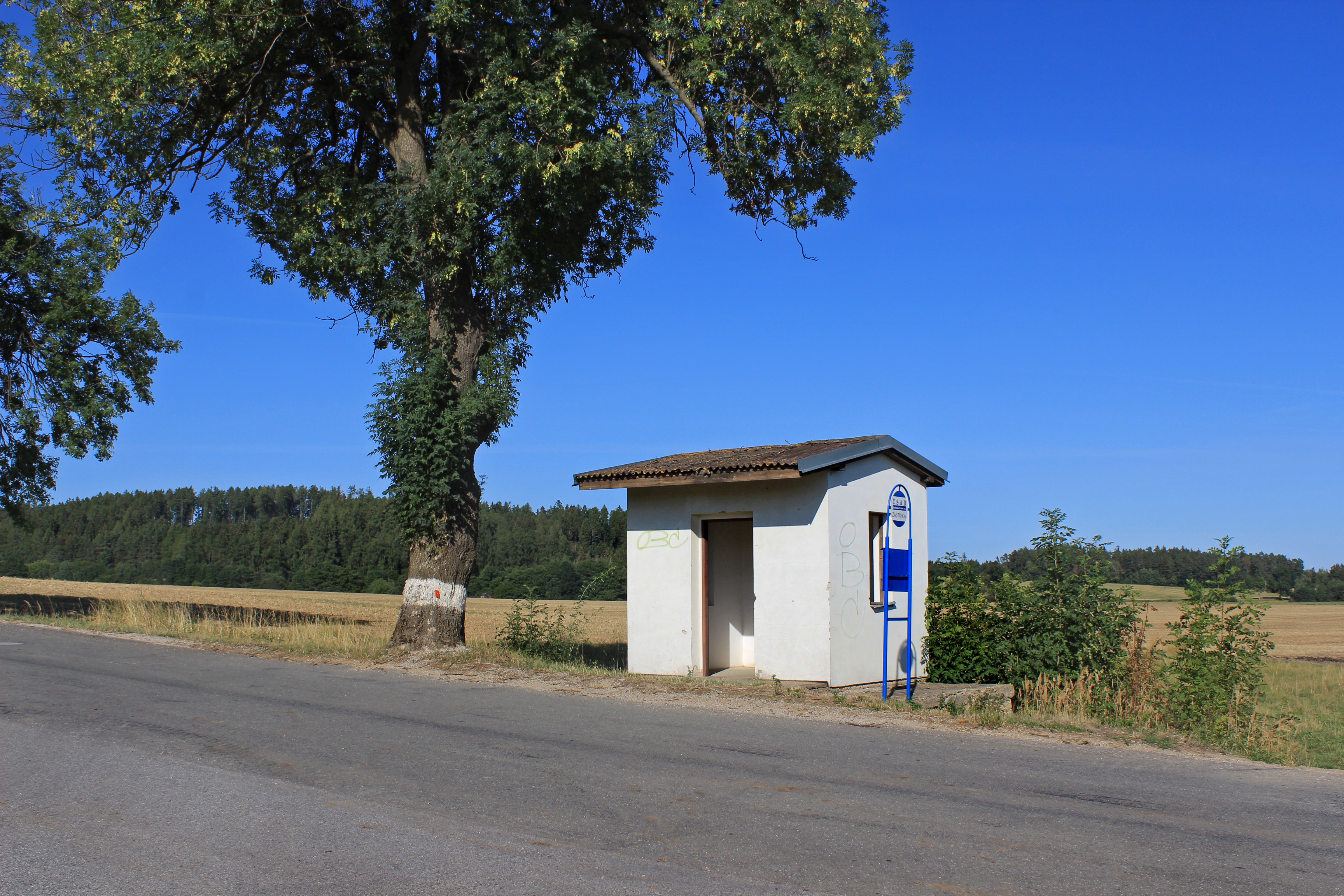
Autobusová zastávka na rozcestí
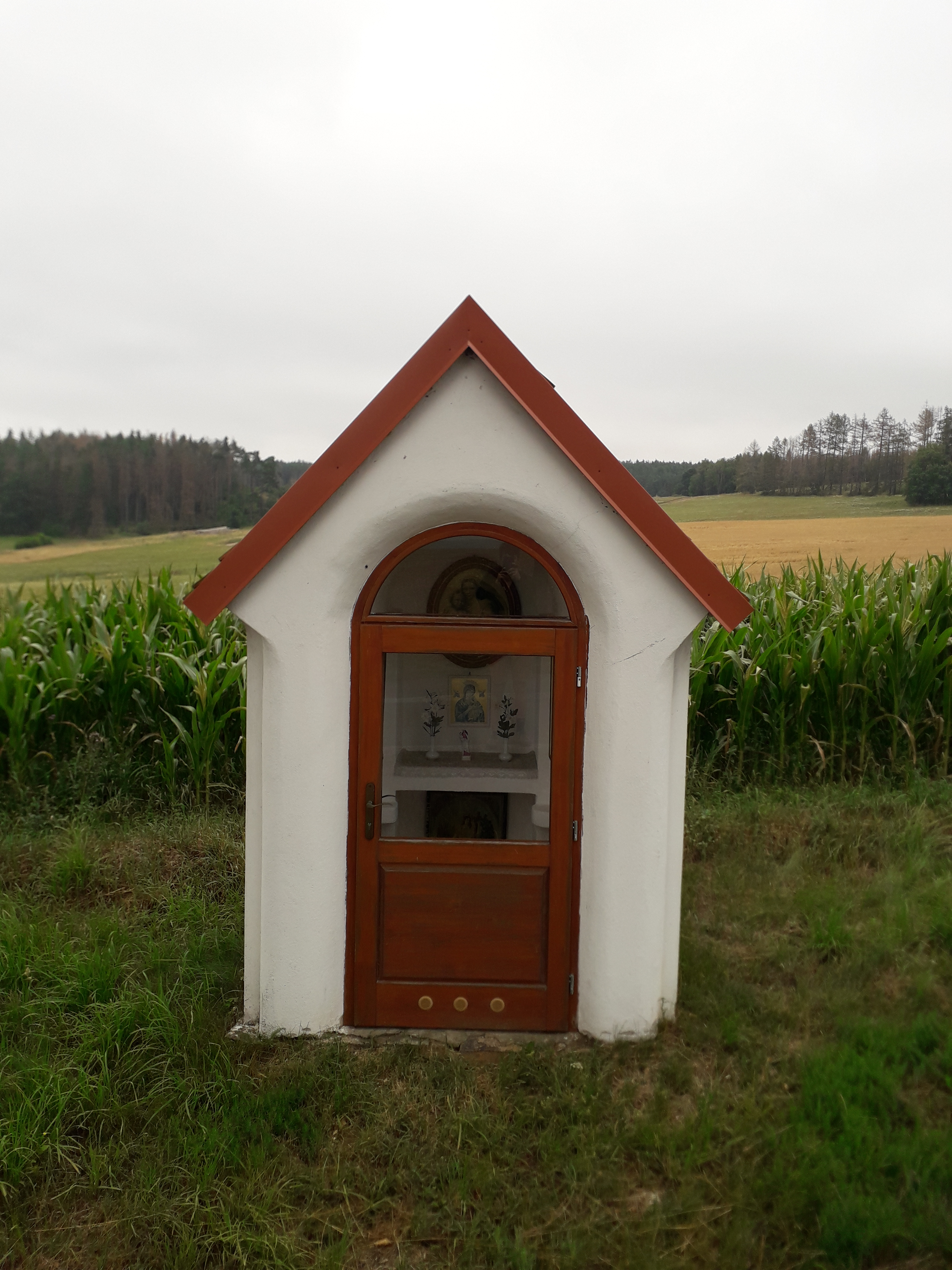
Kaplička
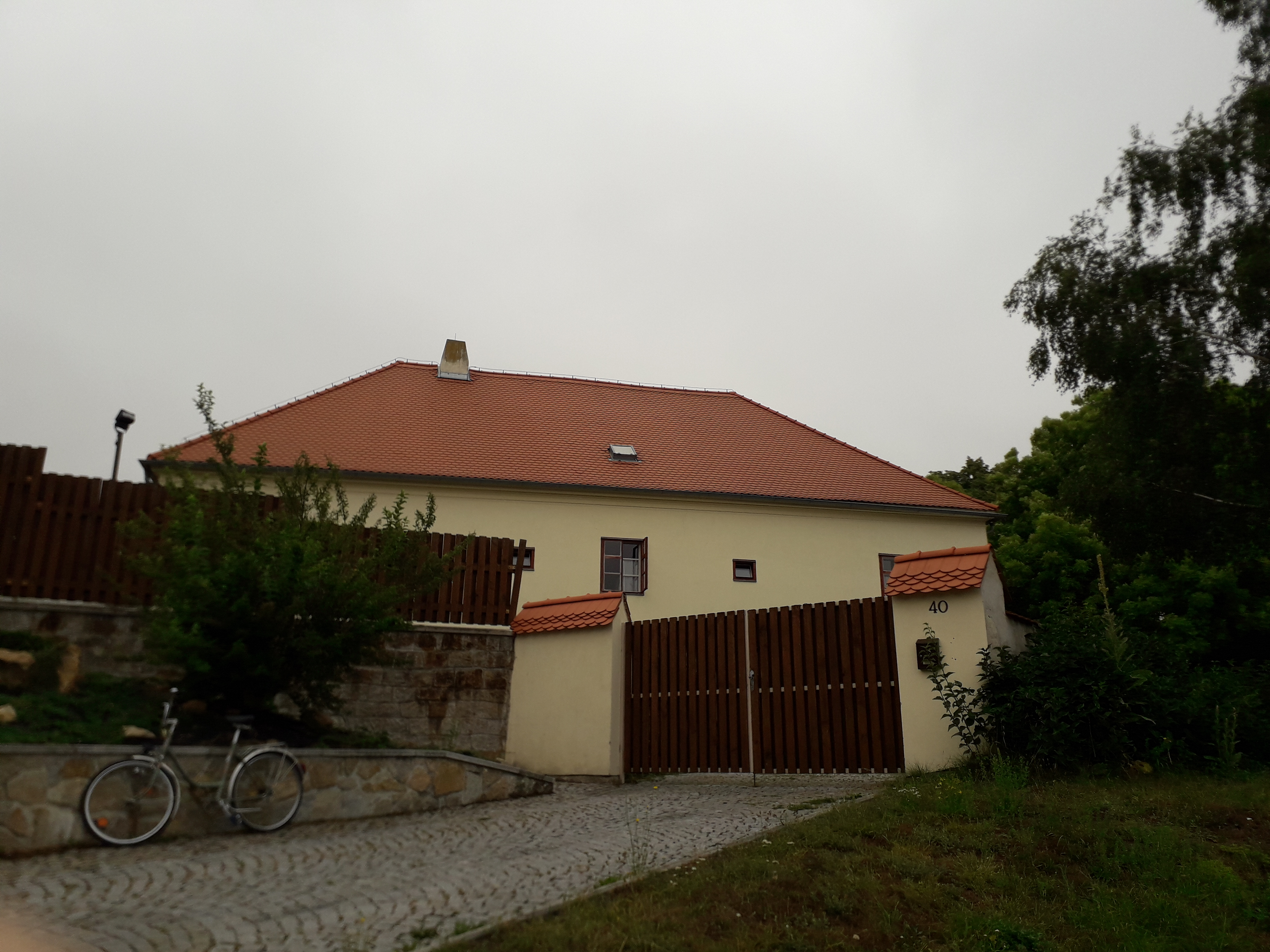
Fara